# Boromuscovite
La boromuscovite è un minerale appartenente al gruppo delle miche.